# Axel Anderson
För tecknaren Axel Andersson se Axel Andersson (konstnär)
Axel Gunnar Wallentin Anderson, född 5 oktober 1897 i Sätuna Nedre Backgård i Kaga församling, Östergötland, död 7 oktober 1958 i Linköping, var en svensk målare.

## Biografi
Axel Anderson var son till statardrängen och sedermera jordbruksarbetaren O. Anderson och Hilma Anderson. Han hade två systrar och en bror. Efter att han avslutat sin skolgång arbetade han först på ett tryckeri och sedan på ett sockerbruk. Han studerade konst vid Berggrens målarskola 1922 och vid Kungliga konsthögskolan 1923–1926 där han tilldelades skolans kungliga medalj 1926 samt 1927, samt genom självstudier under resor till bland annat Nederländerna 1926, Belgien 1926 och Frankrike 1929. Lärare på Kungliga konsthögskolan var professorerna Oscar Björk och Carl Wilhelmson.
Anderson räknades som Linköpingsbygdens egen målare och skildrade med förkärlek Roxenslättens och det gamla Linköpings atmosfär. Hans konst består av landskap med motiv från östgötaslätten, eller vintriga stadsbilder från Linköping i olja eller pastell. Stundom använde han signaturen Axel-Linköping.
Andersons ateljé i Linköping bestod sedan 1920-talet av ett litet rum på vindsvåningen i en numera riven fastighet i korsningen Västra vägen och Västanågatan i Linköping. En annan ateljé hade han vid Nybro vid Svartåns mynning i sjön Roxen.
Första utställningen ägde rum i Östgöta konstförenings jurybedömda salong 1922. Separat ställde han ut i Linköping några gånger och han medverkade i samlingsutställningar i bland annat Stockholm 1933 Svensk-franska Konstgalleriet, Göteborg 1933 Göteborgs konsthall, Norrköping, Helsingborg, Borås och Alingsås. En retrospektiv utställning med hans konst visades på Linköpings museum 1947. Anderson är representerad vid prins Eugens Waldemarsudde, Hudiksvalls museum, Norrköpings Konstmuseum och Östergötlands museum.
Han erhöll Östgöta Konstförenings stipendium 1924, 1925, 1927 och 1929. 
Axel Anderson förblev ogift och fick inga barn. Han är begravd i sin mors grav på Gamla griftegården i Linköping.